# Santuario di Suwa
Un santuario di Suwa (諏訪神社?, Suwa Jinja) è un santuario shintoista (jinja). Ci sono molti santuari di questo tipo in Giappone.
Tra i più famosi si annoverano i seguenti:
- Santuario di Suwa (Sohonsha) -- Sōhonsha (centro amministrativo) di tutti i santuari Suwa.
- Santuario di Suwa (Nagasaki)
- Santuario di Akita Suwa